# Lokala flaket
Lokala flaket (engelska: Local Sheet) betecknar inom astronomi en del av den närliggande delen av det observerbara universum. Begreppet syftar på en region där Vintergatan, medlemmarna av Lokala hopen och andra galaxer rör sig med ungefär samma relativa hastighet.
Regionen ligger inom en radie av cirka 23 miljoner ljusår och är ungefär 1,5 miljoner ljusår tjock. Galaxer utanför den här regionen uppvisar märkbart andra hastigheter. Lokala gruppen har endast relativ hastighet mindre än 66 km/s gentemot det lokala flaket. Den typiska spridningen av hastighet inom galaxerna är endast 40 km/s utefter radien. Alla närliggande ljusa galaxer tillhör Lokala flaket. Lokala flaket är del av Lokala volymen och tillhör Virgosuperhopen (Lokala superhopen).
Medelhastigheten i Lokala flakets galaxer styrs till en betydande del av dragningskraften hos galaxerna i Virgosuperhopen. Detta resulterar i en relativ hastighet av cirka 185 km/s i riktning mot den här hopen. En andra komponent riktas bort från centret av Lokala tomrummet (den tomma rymden på knappt 150 miljoner ljusårs storlek, nära den lokala hopen). Den här komponenten har en hastighet av 259 km/s. Det lokala flaket är lutat 8 grader från den lokala superhopen.
"Jättarnas råd" (engelska: Council of Giants), en ring av 14 stora galaxer som omger Lokala hopen i Lokala flaket, har en radie av cirka 12,2 miljoner ljusår. Tolv av dess är spiralgalaxer, de övriga två är elliptiska galaxer. De två elliptiska galaxerna är belägna på motsatta sidor av den lokala gruppen, och deras bildande kan ha föranlett utvecklandet av den lokala gruppen. Lokala flakets egen utveckling omfattar en koncentration av mörk materia i ett galaxfilament.

## Namn på svenska
I astronomiska kretsar (en vetenskapsgren där svenska uttryck ofta har dålig spridning – se domänförlust) har det engelska Local Sheet hittills närmast varit allenarådande. Uppsalaprofessorn i astronomi Bengt Gustafsson föreslog dock 2015 Lokala flaket som en svensk översättning av det engelska begreppet.